# ルイス・アントニオ・モレーノ
ルイス・アントニオ・モレーノ（Luis Antonio Moreno Huila、1970年12月25日 - ）は、コロンビアの元サッカー選手。元コロンビア代表。ポジションはディフェンダー。

## 来歴
1992年にコロンビア代表デビュー、同年2試合に出場した。その後、出場機会は無かったが、1996年に代表復帰、コパ・アメリカ1997、1998 FIFAワールドカップにも出場した。コロンビア代表で20試合に出場した。

## 代表歴

### 出場大会
- コロンビア代表
  - 1998 FIFAワールドカップ

### 試合数
- 国際Aマッチ 20試合 0得点（1992年-1998年）[1]

| コロンビア代表 | 国際Aマッチ | 国際Aマッチ |
| 年             | 出場        | 得点        |
| -------------- | ----------- | ----------- |
| 1992           | 2           | 0           |
| 1993           | 0           | 0           |
| 1994           | 0           | 0           |
| 1995           | 0           | 0           |
| 1996           | 8           | 0           |
| 1997           | 8           | 0           |
| 1998           | 2           | 0           |
| 通算           | 20          | 0           |